# Telefonspøk - Live at Budokan
Telefonspøk - Live at Budokan är Hassans sjätte album med busringningar. Alla som hade medverkat i programmet gick in i studion igen och gjorde en skiva där de bara ringde till Norge.

## Låtlista
1. "Lykkeknullby" - 2:28
  - Kristian Luuk
2. "Gay goes west" - 2:07
  - Fredrik Lindström
3. "Prute på en pris" - 1:10
  - Henrik Schyffert
4. "Katten" - 2:42
  - Felix Herngren
5. "Bestefar Ragnar" - 1:07
  - Erik Haag
6. "Tannlege uten grenser" - 2:05
  - Fredrik Lindström
7. "En liten konkurranse" - 2:11
  - Henrik Schyffert, Fredrik Lindström & Pontus Djanaieff
8. "Føde offentlig" - 1:50
  - Lars Sundholm
9. "Imitator 1" - 2:13
  - Henrik Schyffert
10. "Ja, det er banken" - 2:30
  - Kristian Luuk & Felix Herngren
11. "Oppdater signalementet" - 1:09
  - Erik Haag
12. "Ferieby" - 2:06
  - Hasse Pihl & Pontus Djanaieff
13. "Mislykket helg" - 1:50
  - Fredrik Lindström
14. "Dobbelmennene" - 1:43
  - Pontus Djanaieff & Henrik Schyffert
15. "Norge trenger din støvsuger" - 2:03
  - Kristian Luuk
16. "Rolv Wesenlund" - 1:35
  - Fredrik Lindström
17. "Bytte vegstrekninger" - 1:19
  - Lars Sundholm
18. "Godteributikken" - 1:50
  - Hasse Pihl & Fredrik Lindström
19. "Et eventyr" - 2:27
  - Kristian Luuk & Fredrik Lindström
20. "Odd Sørlie" - 1:54
  - Lars Sundholm
21. "Telefonkjede" - 2:05
  - Fredrik Lindström
22. "Danmark er ute" - 0:38
  - Erik Haag & Pontus Djanaieff
23. "Vinkjenneren" - 2:20
  - Kristian Luuk
24. "Imitator 2" - 3:52
  - Pontus Djanaieff

## Medverkande
- Fredrik Lindström
- Kristian Luuk
- Erik Haag
- Pontus Djanaieff
- Henrik Schyffert
- Hasse Pihl
- Lars Sundholm
- Felix Herngren